# Сірий галасник
Сірий галасник (Corythaixoides) — рід птахів родини туракових (Musophagidae). Містить 3 види. Поширені в Африці. На відміну інших туракових, які живуть у лісах, сірі галасники є мешканцями саван. Відрізняються також сірим та білим забарвленням (в інших туракових оперення темних кольорів).

## Види
- Галасник білочеревий (Corythaixoides leucogaster)
- Галасник сірий (Corythaixoides concolor)
- Галасник гологорлий (Corythaixoides personatus)